# BV Deutsche Zeitungsholding
Die BV Deutsche Zeitungsholding GmbH wurde im Oktober 2005 durch die Investorengruppe Veronis Suhler Stevenson International Ltd. (VSS) und Mecom Group zum Erwerb des Berliner Verlages mit Berliner Zeitung und Berliner Kurier von der Verlagsgruppe Georg von Holtzbrinck gegründet. Der Holding gehört auch die BerlinOnline Stadtportal GmbH & Co. KG, Betreiber von berlinonline.de und von berlin.de, der Internetpräsenz des Landes Berlin, sowie die Berliner Verlag Beteiligungen GmbH, bei deren hundertprozentiger Tochter Tip Verlag GmbH & Co. KG das Stadtmagazin tip Berlin erscheint.

## Geschichte
Die Gesellschaft wurde am 20. Oktober 2005 in Frankfurt am Main gegründet. Am 31. März 2006 wurde der Unternehmenssitz nach Berlin verlegt.
- Am 27. Januar 2006 kaufte die Holding die Hamburger Morgenpost.[4]
- Am 9. März 2007 übernahm die Mecom-Finanzgruppe die Anteile von Veronis, Suhler, Stevenson (VSS) an der BV Deutsche Zeitungsholding. Im Gegenzug erhielt VSS einen Minderheitsanteil an Mecom.[5]
- Am 8. Juni 2007 übernahm die Holding das Internetnachrichtenportal „Netzeitung“ vom norwegischen Zeitungshaus Orkla Media.[6]
- Am 12. Januar 2009 wurde die BV Deutsche Zeitungsholding für 152 Mio. Euro an den Kölner Medienverlag M. DuMont Schauberg (MDS) verkauft.[7] Dieser reichte wenig später 35 Prozent an die Kölner Heinen Verlag GmbH weiter, bei der bis 1999 die seither von MDS verlegte Kölnische Rundschau erschienen war. In diesem Verhältnis sind MDS und Heinen-Verlag (Mehrheitsgesellschafter: Helmut Heinen) nunmehr an PMB Presse- und Medienhaus Berlin GmbH & Co. KG, dem Eigner der BV Deutsche Zeitungsholding, beteiligt. MDS ist mit dem Heinen-Verlag über komplexe Kapitalbeteiligungen verflochten. Horst Röper, Leiter des FORMATT-Instituts Dortmund, hat ermittelt, dass der durchgerechnete Kapitalanteil von MDS bei der BV Deutsche Zeitungsholding 72 Prozent beträgt; nur 28 Prozent bleiben bei Heinen.[8]

## Management
Die Holding wird durch ein Aufsichtsratsgremium geleitet, dessen Vorsitz bisher David Montgomery und Gerd Schulte-Hillen innehatten.